# Elektrownia Wodna Kamienna
Elektrownia Wodna „Kamienna” – mała elektrownia wodna o mocy 0,96 MW na rzece Drawa w Zespole Elektrowni Wodnych Koronowo, ok. 1 km na południowy zachód od osady Głusko, w Drawieńskim Parku Narodowym. Jedna z najstarszych elektrowni wodnych w Polsce.
Budowę zakładu rozpoczęto w 1896 r. (w pięć lat po uruchomieniu pierwszej elektrowni wodnej na świecie), a prąd wykorzystywano pierwotnie do produkcji karbidu. Od 1909 r. elektrownia zasilała w energię powiaty Arnswalde (choszczeński), Pyritz (pyrzycki), Friedeberg Nm. (strzelecki) i części powiatu Soldin (myśliborskiego). Elektrownia z budynkiem głównym, gospodarczym i rozdzielnią, jest dziś zabytkiem techniki wysokiej rangi.
W latach 40. XX wieku planowano włączenie elektrowni do tzw. kaskady Drawy, w ramach której miały powstać piętrzenia w Mostnikach, Moczelach, Zatomiu i Barnimiu. Plany te nie zostały zrealizowane. Zwiedzanie elektrowni jest możliwe po uzgodnieniu z jej obsługą.
W latach 1982–1983 odmulanie zbiornika stało się ostatnim aktem wyginięcia polskiej populacji łososia (zamulenie tarlisk utrzymywało się do jesieni 1985).
Elektrownia została gruntownie zmodernizowana w 2012 roku. Wykonano nowe bliźniacze turbiny Francisa o znacznie wyższej sprawności, oryginalne generatory poddano modernizacji. Producentem nowych turbin oraz wykonawcą modernizacji była firma ZRE Gdańsk S.A.